# تیسمادا
تیسمادا (به لاتین: Tismada) یک منطقهٔ مسکونی در سری‌لانکا است که در استان مرکزی (سری‌لانکا) واقع شده‌است.